# 레안드로 파레데스
레안드로 다니엘 파레데스(스페인어: Leandro Daniel Paredes, 1994년 6월 29일~)는 아르헨티나의 축구 선수로 포지션은 수비형 미드필더이다. 현재 보카 주니어스 소속으로 뛰고 있다.

## 선수 경력

### 클럽
파레데스는 2010년 11월 6일에 0-2로 진 아르헨티노스 주니어스 원정 경기에서 보카 주니어스 데뷔전을 치렀다. 2014년 1월 29일, 그는 2013–14 시즌의 잔여 일정 동안에 세리에 A의 키에보로 임대되었다. 원래는 로마가 그를 450만 유로에 보카 주니어스로부터 임대 계약을 맺었으나, 로마의 비유럽권 국제 이적 제한 초과로, 그는 대신에 키에보와 계약을 했었다. 2014년 7월 19일, 파레데스는 임시 계약으로 로마에 입단했다.

### 국가대표팀
2022년 FIFA 월드컵에서 리오넬 스칼로니의 부름을 받아 아르헨티나 축구 국가대표팀에 합류했다. 
8강 네덜란드와의 경기에서는 심판인 안토니오 마테우 라오스가 양팀 선수들을 너무 약올려서 네덜란드 벤치에 슈팅 공격을 자행했다. (징계로 다음 경기 출전 불가 되었다.)